# Nördliche Grüne Anakonda
Die Nördliche Grüne Anakonda (Eunectes akayima) ist eine Schlangenart aus der Familie der Boas (Boidae) und wird dort in die Unterfamilie der Boaschlangen (Boinae) gestellt. Sie ist eine der größten Schlangen der Welt. Die Tierart ist eng an Wasser gebunden und bewohnt größere Gewässer aller Art. Sie kommt nördlich des Amazonas und östlich der Anden in Ecuador, Venezuela, Trinidad, Guyana, Suriname und Französisch-Guayana und wahrscheinlich auch in Kolumbien vor.

## Merkmale
Die Nördliche Grüne Anakonda zählt zu den größten Riesenschlangen der Welt, gesicherte Daten über die Maximallänge und das Maximalgewicht lebender oder frischtoter Individuen sind jedoch nicht verfügbar. In Venezuela hatten im Rahmen einer Studie vermessene, geschlechtsreife Männchen Gesamtlängen von 1,88–3,34 m, im Mittel 2,63 m und wogen 2,5–14,3 kg, im Mittel 7,0 kg; Weibchen erreichten 2,43–5,17 m, im Mittel 3,70 m und wogen 9,3–82,5 kg, im Mittel 32,6 kg. Die Art ist kräftig gebaut, der Körper ist im Querschnitt annähernd rund. Der Kopf ist relativ klein und nur wenig vom Hals abgesetzt. Die Anzahl der Oberlippenschuppen (Supralabialia) kann zwischen 14 und 17 liegen, der Unterkiefer zeigt 16 bis 21 Infralabialia. Die Anzahl der Bauchschuppen (Ventralschilde) variiert zwischen 247 und 249, die der Subcaudalia zwischen 61 und 69 und die Anzahl der dorsalen Schuppenreihen in der Körpermitte beträgt 59 bis 66. Oberhalb der Augen befindet sich eine einzelne Ocularschuppe (Supraocularia), die Anzahl der Lorealen (Schuppen zwischen Präocularia und Postnasalia) liegt bei 3 bis 9. Die Grundfärbung der Nördlichen Grünen Anakonda variiert zwischen braun und olivgrün. Auf dem Rücken zeigt die Art 80 bis 116 ovale bis runde schwarze Flecken. Die Unterseite ist cremeweiß bis hellgelb.

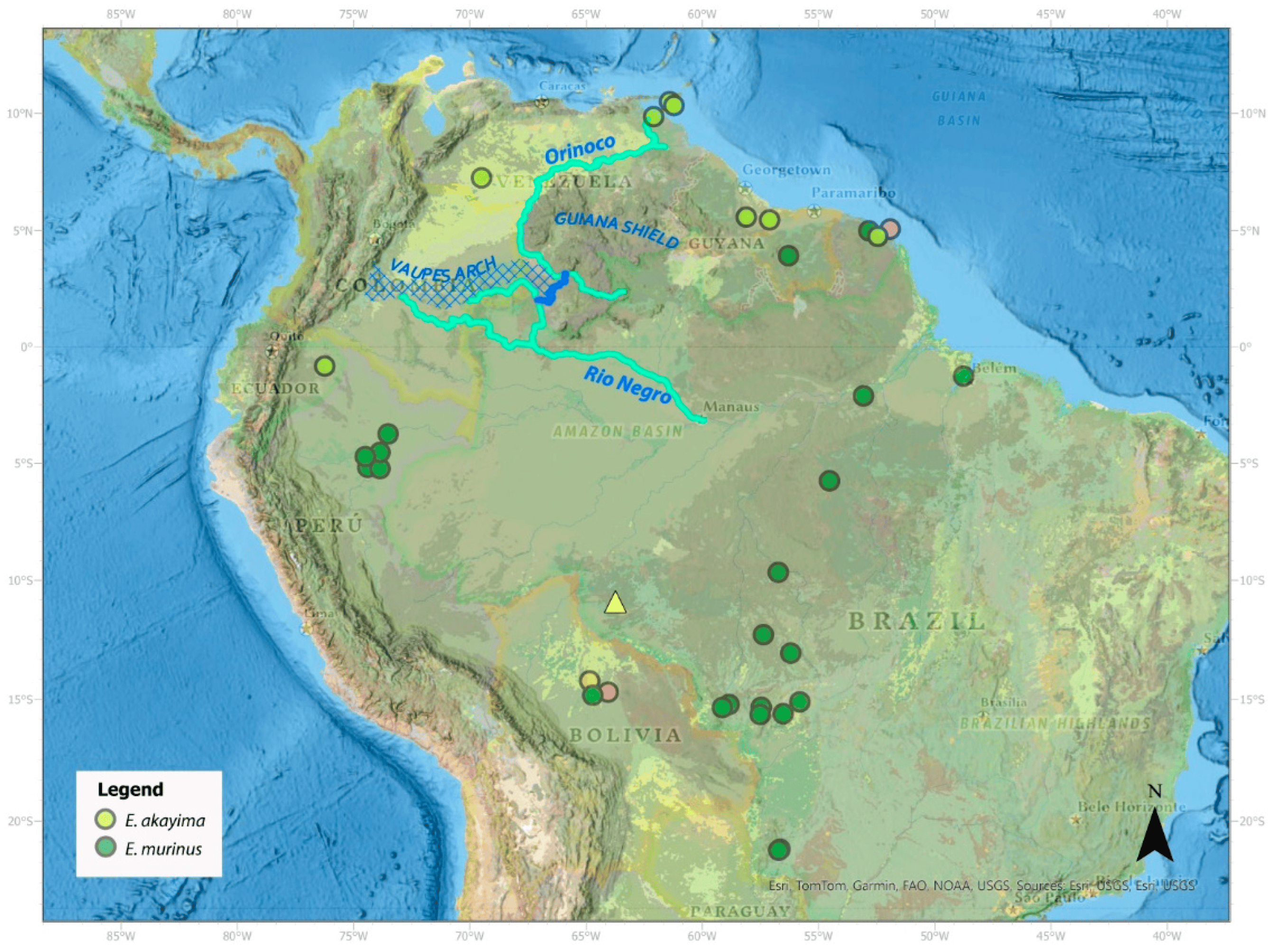
Fundorte der Grünen Anakondas:
Nördliche Grüne Anakonda
Südliche Grüne Anakonda

## Systematik
Die Populationen der Nördlichen Grünen Anakonda wurden vor 2024 der Großen Anakonda (Eunectes murinus), jetzt als Südliche Grüne Anakonda bezeichnet, zugerechnet. Erst im Februar 2024 wurde sie als eigenständige Art erkannt, nachdem sich beim Vergleich der mitochondrialen DNA der Grünen Anakondas herausstellte, dass die nördlich und südlich des Amazonas lebenden Grünen Anakondas einen genetischen Unterschied von 5,5 % aufweisen. Beide Arten haben sich vor 5 bis 11 Millionen Jahren getrennt. Das Art-Epitheton akayima kommt von einer lokalen Kariben-Sprache und bedeutet „große Schlange“.

## Geozoologie
Das Vorkommen von Schwesterarten mit nördlichem und südlichem Verbreitungsgebiet ist in Südamerika schon bei verschiedenen Reptilientaxa nachgewiesen worden. Beispiele sind Ruschenbergers Gartenboa (Corallus ruschenbergerii) und die Braune Regenbogenboa (Epicrates maurus) im Norden und andere Arten der zwei Gattungen im Süden, der Krokodilteju (Dracaena guianensis) und der Kryptische Goldteju (Tupinambis cryptus) im Norden und Dracaena paraguayensis und der Goldteju (Tupinambis teguixin) im Süden. Von den zwei Arten der Fransenschildkröten lebt Chelus orinocensis im Einzugsbereich des Orinoco, während Chelus fimbriatus im Amazonasbecken vorkommt. Auch innerhalb der Rotkopf-Schienenschildkröte (Podocnemis erythrocephala) lassen sich zwei Kladen feststellen, von denen eine im Stromgebiet des Amazonas vorkommt, die andere in dem des Orinoco.